# 主要宗教创始人列表
以下人物被认为创立了主要的宗教，或者第一位旧传统思想的创新和弘揚者。
| 亞伯拉罕         | 犹太教                           | 估计大约前1600年－前1100年。 |
| 瑣羅亞斯德       | 瑣羅亞斯德教（拜火教）           | 約前1000年或更早             |
| 筏駄摩那         | 耆那教                           | 约前599年－前527年           |
| 释迦牟尼         | 佛教                             | 约前563年－前483年           |
| 孔子             | 儒教                             | 前551年－前479年             |
| 張道陵           | 道教（正一派）                   | 34年－156年                  |
| 摩尼             | 摩尼教                           | 约210年－276年               |
| 穆罕默德         | 伊斯兰教                         | 约570年－632年               |
| 菩提达摩         | 禅宗                             | 约6世纪                      |
| 羅清             | 羅教                             | 1442年－[527年               |
| 拿那克           | 锡克教                           | 1469年－1539年               |
| 中山美伎         | 天理教                           | 1798年－1887年               |
| 约瑟·斯密        | 耶穌基督後期聖徒教會（摩门教）   | 1805年－1844年               |
| 巴孛             | 巴比教                           | 1819年－1850年               |
| 巴哈歐拉         | 巴哈伊信仰（巴哈伊教）           | 1817年－1892年               |
| 古拉姆·阿赫默德  | 阿哈默底亚会                     | 1835年－1908年               |
| 查尔斯·泰兹·罗素 | 耶和华见证人                     | 1852年－1916年               |
| 阿莱斯特·克劳利  | 泰勒瑪                           | 1875年－1947年               |
| 吳明昭           | 高台教第一名门徒                 | 1878年－1926年？             |
| 羅恩·賀伯特      | 山達基教                         | 1911年－1986年               |
| 文鮮明           | 世界基督教統一神靈協會（統一教） | 1920年                       |
| 雷爾             | 雷爾運動                         | 1946年                       |